# Porta Portuensis

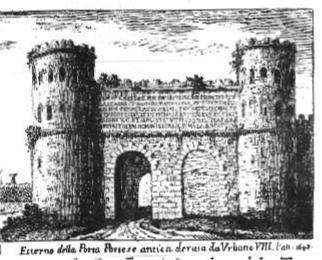
Die Porta Portuensis in einem Stich mit der Inschrift des Honorius.

Die Porta Portuensis war ein Tor in der zwischen 271 und 275 n. Chr. erbauten Aurelianischen Mauer in Rom und befand sich an der Stelle, an der die Via Portuensis ihren Ausgang nahm, die Rom mit dem Hafen Portus Romae verband. 
Das heute nicht mehr erhaltene Tor ist nur noch aus Zeichnungen, unter anderem einen sehr präzisen Stich bekannt. Es wurde demnach von zwei halbrunden Türmen aus Ziegelmauerwerk flankiert und besaß zwei bogengedeckte Durchgänge. Hierin glich das Tor der Porta Appia, der Porta Flaminia und der Porta Ostiensis, die alle diese Merkmale noch aus ihrem aurelianischen Ursprungsbau überliefern. 
Das Tor trug eine große Inschrift, die aussagt, Honorius hätte das Tor und die Türme von Grund auf restauriert. So grundlegend können die Eingriffe des Honorius jedoch nicht gewesen sein, werden sich vielmehr auf den Bau eines Torhofes und das Aufstocken der Turm- und Torhöhen beschränkt haben. Die Inschrift ist vor allem wegen der Nennung Stilichos von Bedeutung, des der damnatio memoriae anheimgefallenen magister utriusque militiae des Honorius, weil sein Name aus den meisten Inschriften entfernt wurde. 
Durch die Porta Portuensis drangen im Jahr 455 die Vandalen unter Geiserich in Rom ein und plünderten die Stadt vierzehn Tage lang. Irgendwann im Mittelalter oder der frühen Neuzeit wurde der östliche Durchgang des Tores geschlossen. Unter Urban VIII. wurde es abgerissen und von dessen Nachfolger Innozenz X. um die Mitte des 17. Jahrhunderts durch die 450 Meter nördlich gelegene Porta Portese ersetzt.